# Distrito Capital (Venezuela)
Statul Distritto Capital (spaniolă Estado Distritto Capital) este districtul federal corespunzător capitalei Caracas.
Districtul federal are o singură diviziune administrativă (municipiu), Libertador, care conține aproximativ jumătate din capitala Caracas.